# Guillaume Oberson
Guillaume Oberson est un gardien international suisse de rink hockey. Il évolue, en 2015, au sein du Montreux HC.
En 2021, il décide de retourner dans son club formateur, le Pully RHC.

## Palmarès
En 2015, il participe au championnat du monde de rink hockey en France.